# XXII зимові Олімпійські ігри в Сочі (срібна монета)
«XXII зимо́ві Олімпі́йські і́гри в Со́чі» — срібна пам'ятна монета номіналом 10 гривень, випущена Національним банком України. Присвячена важливій події у світовому спортивному житті — XXII зимовим Олімпійським іграм у місті Сочі (Росія) та участі в них національної збірної України. Історія олімпійського руху в Україні розпочалася в 1952 році, коли наші спортсмени в складі збірної команди Радянського Союзу вперше взяли участь у XV Олімпійських іграх у Гельсінкі. З того часу Україна розвиває та зміцнює свої позиції — наші спортсмени завоювали 620 медалей. Олімпійський рух в Україні координується Національним олімпійським комітетом України, заснованим 22 грудня 1990 року. Метою його діяльності є забезпечення участі українських спортсменів в Олімпійських іграх, популяризація масового спорту і здорового способу життя, зміцнення міжнародного спортивного співробітництва.
Монету введено до обігу 3 лютого 2014 року. Вона належить до серії «Спорт».

## Опис та характеристики монети
| Номінал грн. | Метал           | Маса, грам   | Діаметр, мм. | Якість виготовлення       | Гурт                           | Тираж, штук |
| ------------ | --------------- | ------------ | ------------ | ------------------------- | ------------------------------ | ----------- |
| 10           | срібло (Ag 925) | 31,1 / 33,62 | 38,6         | спеціальний анциркулейтед | гладкий із заглибленим написом | 2 000       |

### Аверс
На аверсі монети розміщено: угорі малий Державний Герб України, напис півколом «НАЦІОНАЛЬНИЙ БАНК УКРАЇНИ», на синьо-жовтому тлі, що символізує кольори національної олімпійської збірної України (використано тамподрук), — стилізоване зображення гір, під якими на дзеркальному тлі: ліворуч — рік карбування монети «2014», у центрі написи: «ЗИМОВІ»/«ОЛІМПІЙСЬКІ»/«ІГРИ» та півколом номінал — «ДЕСЯТЬ ГРИВЕНЬ».

### Реверс
На реверсі монети на дзеркальному тлі зображено на передньому плані біатлоніста та по колу спортсменів — представників зимових видів спорту.

## Автори

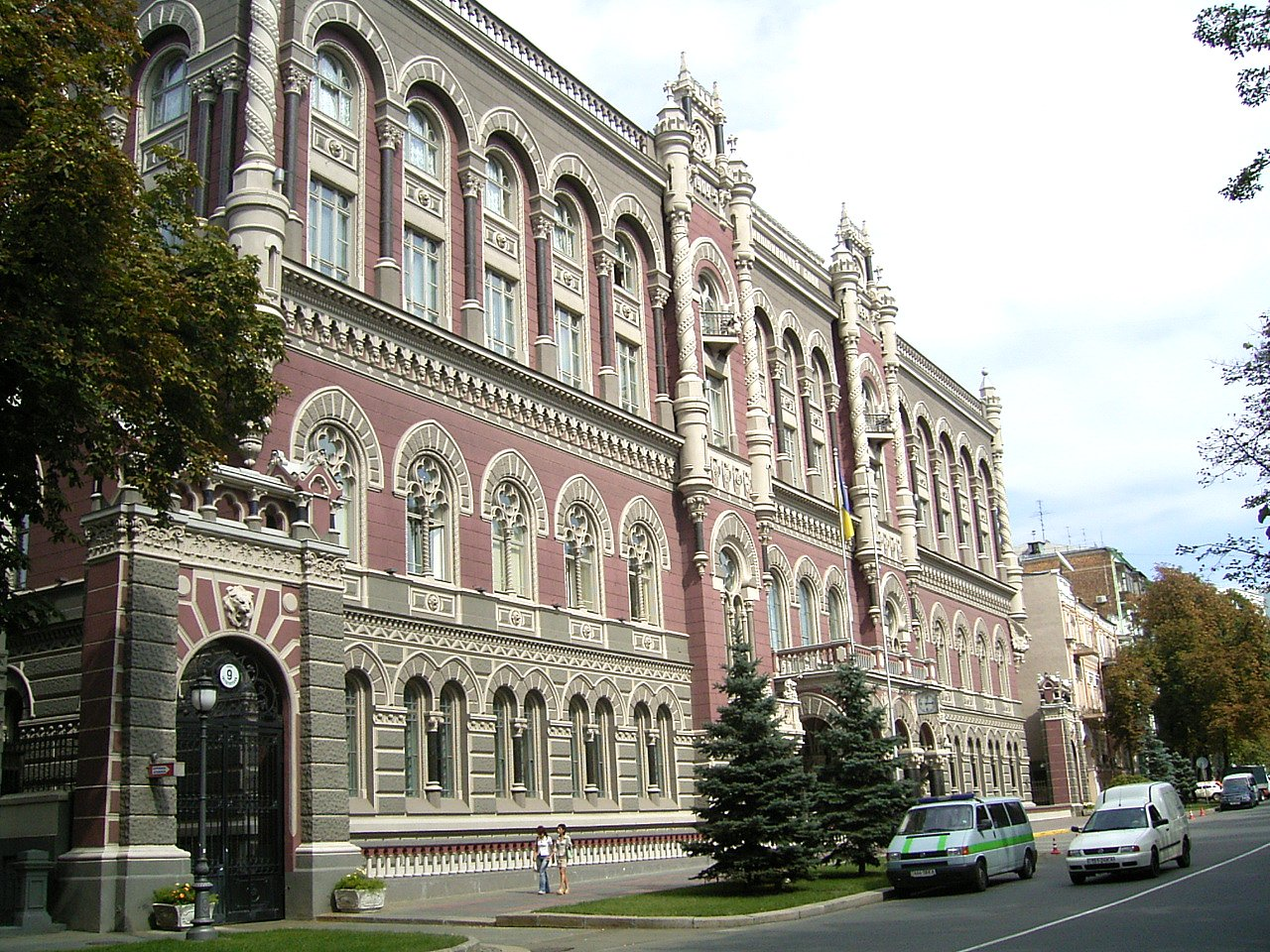
Будівля Національного банку України

- Художники: Марія Скоблікова, Олександр Кузьмін.
- Скульптори: Святослав Іваненко, Володимир Дем'яненко.

## Вартість монети
Ціна монети — 1082 гривень, була вказана на сайті Національного банку України у 2016 році.
Фактична приблизна вартість монети, з роками змінювалася так:
| Рік        | 2014  | 2015  | 2016  | 2017  | 2018  | 2019  | 2020  | 2021  | 2022  | 2023  | 2024  | 2025  |
| ---------- | ----- | ----- | ----- | ----- | ----- | ----- | ----- | ----- | ----- | ----- | ----- | ----- |
| Ціна, грн. | 1 550 | 1 700 | 3 000 | 3 000 | 3 000 | 3 000 | 2 500 | 2 600 | 2 700 | 4 200 | 7 000 | 7 400 |